# Кардозу, Фернанду Энрики
Ферна́нду Энри́ки Кардо́зу (порт. Fernando Henrique Cardoso, также известен по своим инициалам FHC; род. 18 июня 1931, Рио-де-Жанейро, Бразилия) — бразильский социолог, государственный и политический  деятель, президент Бразилии в 1995—2003 годах. Первый президент Бразилии, который был переизбран на второй срок (в 1998 году).
Один из основателей и с 2001 года почётный председатель Бразильской социал-демократической партии. Участвовал в заседаниях Римского клуба. Провел в государстве приватизацию. Предложенный президентом Кардозу «План Реал» предусматривал привязку национальной валюты к доллару. Осудил американскую администрацию за отказ ратифицировать Киотские протоколы о сокращении вредных выбросов в атмосферу. Автор целого ряда фундаментальных научных исследований, университетский профессор.

## Биография
Фернанду Кардозу родился 18 июня 1931 года в Ботафого, одном из районов Рио-де-Жанейро, в семье потомственных военных; его отец принимал участие в восстании тенентистов. Изучал социологию в Университете Сан-Паулу, в 1952 году получил степень бакалавра общественных наук, позже — степень магистра и доктора социологии в том же университете. В 1953 году сочетался браком с Рут Корреа Лейти Кардозу (порт. Ruth Corrêa Leite Cardoso; 19.09.1930 - 24.06.2008).
В молодости увлекался неомарксизмом и экзистенциализмом. В 1960 году был переводчиком бразильского курса лекций Жана-Поля Сартра.
В годы военного режима, установившегося в 1964 году, некоторое время жил в Чили и во Франции. В 1968 году, будучи преподавателем в Университете Париж X — Нантер, активно участвовал в студенческом революционном движении. В том же году вернулся на родину.

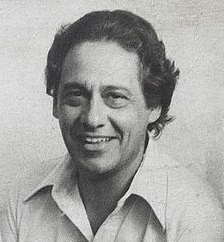

Ф. Кардозу считается, наряду с П. Бараном и С. Фуртаду, классиком теории зависимого развития, утверждавшей возможность ограниченного самостоятельного развития периферийных экономик при сохранении приоритета национальных целей и задач над интересами международного капитала. Автор более 20 книг.

## Политическая карьера

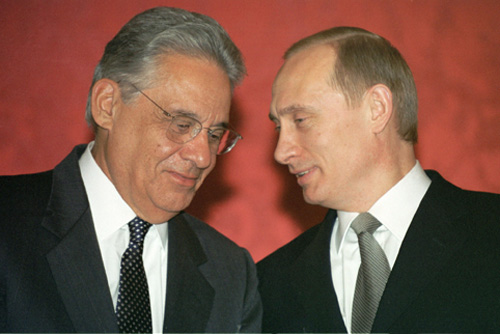
Фернанду Энрики Кардозу на встрече в Кремле с Владимиром Путиным 14 января 2002

С 1983 по 1992 год — сенатор от штата Сан-Паулу. В 1988 году Кардозу основал Бразильскую социал-демократическую партию и возглавлял партийную фракцию в Федеральном сенате до 1992 года.
С октября 1992 по май 1993 года — министр иностранных дел Бразилии. С мая 1993 по апрель 1994 года — министр финансов при Итамаре Франку, подготовил и осуществил «План Реал» введения новой денежной единицы, в результате чего были достигнуты стабилизация экономики и обуздание инфляции.
В 1994 году победил в первом туре президентских выборов, получив 53 % голосов. Вступил в должность 1 января 1995 года. В 1998 году получил 52,91 % голосов и был переизбран на второй президентский срок. На протяжении двух президентских сроков вице-президентом был Марку Масиэл.
Несмотря на левое прошлое, выступал с позиций экономического неолиберализма. В течение президентства Кардозу правительство приложило значительные усилия для перехода от преимущественно государственной экономики к преимущественно рыночной. Конгресс одобрил несколько законов, которые в большей мере открыли экономику для участия частного сектора и увеличили её привлекательность для иностранных инвесторов. В конце 2003 года программа приватизации, которая включала продажу сталелитейных и энергетических предприятий и компаний телесвязи, дала прибыль на более чем 90 млрд долл. США.
Несмотря на упрёки своих политических противников, Кардозу считает себя левоцентристским политиком. Анализ его политики показывает, что она всегда имела сильную социальную составляющую: пенсионная реформа покончила с неоправданно высокими пенсиями для госслужащих и сотрудников государственных компаний. Наиболее известная социальная программа его левого преемника Лулы Bolsa Familia (семейный кошелёк), в которой трансферты беднейшим семьям увязывались с выполнением этими семьями определённых социальных требований, была сконструирована по модели программы Кардозу под названием Bolsa Escola (школьный кошелёк).
С 2003 года руководит Институтом Фернанду Энрики Кардозу (iFHC) в Сан-Паулу.

## Награды
Награды Бразилии
| Страна   | Дата        | Награда                                                       | Награда                                                       | Литеры |
| -------- | ----------- | ------------------------------------------------------------- | ------------------------------------------------------------- | ------ |
| Бразилия | 1992 —      | Кавалер цепи ордена Южного Креста                             | Кавалер цепи ордена Южного Креста                             |        |
| Бразилия | 1993 —      | Кавалер Большого креста                                       | ордена Риу-Бранку                                             |        |
| Бразилия | 1987 — 1993 | Гранд-офицер                                                  | ордена Риу-Бранку                                             |        |
| Бразилия | 1992 —      | Кавалер Большого креста ордена Военных заслуг                 | Кавалер Большого креста ордена Военных заслуг                 |        |
| Бразилия | 1992 —      | Кавалер Большого креста ордена Морских заслуг                 | Кавалер Большого креста ордена Морских заслуг                 |        |
| Бразилия | 1992 —      | Кавалер Большого креста ордена «За заслуги в воздухоплавании» | Кавалер Большого креста ордена «За заслуги в воздухоплавании» |        |
| Бразилия | 1992 —      | Кавалер Большого креста ордена «За заслуги в военной юстиции» | Кавалер Большого креста ордена «За заслуги в военной юстиции» |        |
| Бразилия | 1992 —      | Медаль заслуг Сантос-Дюмона                                   | Медаль заслуг Сантос-Дюмона                                   |        |

Награды иностранных государств
| Страна            | Дата вручения     | Награда                                                                                                   | Награда                                                                                                   | Литеры |
| ----------------- | ----------------- | --- | --- | ------ |
| Перу              | —                 | Кавалер Большого креста ордена Заслуг                                                                     | Кавалер Большого креста ордена Заслуг                                                                     |        |
| Суринам           | —                 | Кавалер Большой ленты Почётного ордена Жёлтой звезды                                                      | Кавалер Большой ленты Почётного ордена Жёлтой звезды                                                      |        |
| Франция           | —                 | Офицер ордена Академических пальм                                                                         | Офицер ордена Академических пальм                                                                         |        |
| Эквадор           | —                 | Кавалер цепи                                                                                              | Национального ордена Заслуг                                                                               |        |
| Эквадор           | —                 | Кавалер Большого креста                                                                                   | Национального ордена Заслуг                                                                               |        |
| Португалия        | 26 ноября 1987 —  | Кавалер Большого креста ордена Заслуг                                                                     | Кавалер Большого креста ордена Заслуг                                                                     | GCM    |
| Колумбия          | 1993 —            | Кавалер Большого креста ордена Бояки                                                                      | Кавалер Большого креста ордена Бояки                                                                      |        |
| Венесуэла         | 1995 —            | Кавалер Большой цепи ордена Освободителя                                                                  | Кавалер Большой цепи ордена Освободителя                                                                  |        |
| Германия          | 1995 —            | Кавалер Большого креста специального класса ордена «За заслуги перед Федеративной Республикой Германия»   | Кавалер Большого креста специального класса ордена «За заслуги перед Федеративной Республикой Германия»   |        |
| Малайзия          | 1995 —            | Кавалер ордена Короны Королевства                                                                         | Кавалер ордена Короны Королевства                                                                         | DMN    |
| Польша            | 1995 —            | Кавалер Большого креста ордена «За заслуги перед Республикой Польша»                                      | Кавалер Большого креста ордена «За заслуги перед Республикой Польша»                                      |        |
| Украина           | 1995 —            | Кавалер ордена князя Ярослава Мудрого 1 степени                                                           | Кавалер ордена князя Ярослава Мудрого 1 степени                                                           |        |
| Чили              | 1995 —            | Кавалер цепи ордена Заслуг                                                                                | Кавалер цепи ордена Заслуг                                                                                |        |
| Италия            | 24 июня 1995 —    | Кавалер Большого креста, декорированного большой лентой ордена «За заслуги перед Итальянской Республикой» | Кавалер Большого креста, декорированного большой лентой ордена «За заслуги перед Итальянской Республикой» |        |
| Уругвай           | 4 июля 1995 —     | Медаль Восточной Республики Уругвай                                                                       | Медаль Восточной Республики Уругвай                                                                       |        |
| Португалия        | 4 октября 1995 —  | Кавалер Большой цепи ордена Свободы                                                                       | Кавалер Большой цепи ордена Свободы                                                                       | GColL  |
| Аргентина         | 1996 —            | Кавалер цепи ордена Освободителя Сан-Мартина                                                              | Кавалер цепи ордена Освободителя Сан-Мартина                                                              |        |
| Республика Корея  | 1996 —            | Кавалер Большого ордена «Мугунхва»                                                                        | Кавалер Большого ордена «Мугунхва»                                                                        |        |
| Мексика           | 1996 —            | Кавалер цепи ордена Ацтекского орла                                                                       | Кавалер цепи ордена Ацтекского орла                                                                       |        |
| Парагвай          | 1996 —            | Кавалер Большого креста Национального ордена Заслуг                                                       | Кавалер Большого креста Национального ордена Заслуг                                                       |        |
| Перу              | 1996 —            | Кавалер Большого креста ордена Солнца Перу                                                                | Кавалер Большого креста ордена Солнца Перу                                                                |        |
| Япония            | 1996 —            | Кавалер Большой ленты ордена Хризантемы                                                                   | Кавалер Большой ленты ордена Хризантемы                                                                   |        |
| ЮАР               | 1996 —            | Кавалер Большого креста ордена Доброй Надежды                                                             | Кавалер Большого креста ордена Доброй Надежды                                                             |        |
| Великобритания    | 1997 —            | Почётный кавалер Большого креста ордена Бани                                                              | Почётный кавалер Большого креста ордена Бани                                                              | GCB    |
| Венгрия           | 1997 —            | Кавалер Большого креста ордена Заслуг                                                                     | Кавалер Большого креста ордена Заслуг                                                                     |        |
| Финляндия         | 1997 —            | Командор Большого креста ордена Белой розы                                                                | Командор Большого креста ордена Белой розы                                                                |        |
| Франция           | 1997 —            | Кавалер Большого креста                                                                                   | ордена Почётного легиона                                                                                  |        |
| Франция           | 1985 — 1997       | Кавалер                                                                                                   | ордена Почётного легиона                                                                                  |        |
| Португалия        | 18 августа 1997 — | Кавалер Большой цепи Военного ордена Меченосцев Святого Иакова                                            | Кавалер Большой цепи Военного ордена Меченосцев Святого Иакова                                            | GColSE |
| Испания           | 17 апреля 1998 —  | Кавалер цепи ордена Изабеллы Католической                                                                 | Кавалер цепи ордена Изабеллы Католической                                                                 |        |
| Дания             | 3 мая 1999 —      | Рыцарь ордена Слона                                                                                       | Рыцарь ордена Слона                                                                                       | RE     |
| Боливия           | 2000 —            | Кавалер цепи ордена Кондора Анд                                                                           | Кавалер цепи ордена Кондора Анд                                                                           |        |
| Венесуэла         | 2000 —            | Кавалер ордена Франсиско Миранды 1 класса                                                                 | Кавалер ордена Франсиско Миранды 1 класса                                                                 |        |
| Коста-Рика        | 2000 —            | Кавалер Большого креста с Золотой звездой Национального ордена Хуана Мора Фернандеса                      | Кавалер Большого креста с Золотой звездой Национального ордена Хуана Мора Фернандеса                      |        |
| Румыния           | 2000 —            | Кавалер цепи ордена Звезды Румынии                                                                        | Кавалер цепи ордена Звезды Румынии                                                                        |        |
| Саудовская Аравия | 2000 —            | Кавалер цепи ордена Короля Абдель-Азиза                                                                   | Кавалер цепи ордена Короля Абдель-Азиза                                                                   |        |
| Португалия        | 14 марта 2000 —   | Кавалер Большой цепи ордена Инфанта дона Энрике                                                           | Кавалер Большой цепи ордена Инфанта дона Энрике                                                           | GColIH |
| Испания           | 14 июня 2000 —    | Лауреат премии Принца Астурийского за международное сотрудничество                                        | Лауреат премии Принца Астурийского за международное сотрудничество                                        |        |
| Панама            | 8 августа 2001 —  | Кавалер цепи ордена Мануэля Амадора Герреро                                                               | Кавалер цепи ордена Мануэля Амадора Герреро                                                               |        |
| Словакия          | 29 июня 2001 —    | Кавалер ордена Двойного белого креста 1 класса                                                            | Кавалер ордена Двойного белого креста 1 класса                                                            |        |
| Польша            | 21 февраля 2002 — | Кавалер ордена Белого орла                                                                                | Кавалер ордена Белого орла                                                                                |        |
| Португалия        | 6 марта 2002 —    | Кавалер Большого креста ордена Башни и меча                                                               | Кавалер Большого креста ордена Башни и меча                                                               | GCTE   |
| США               | 2012 —            | Лауреат премии Клюге                                                                                      | Лауреат премии Клюге                                                                                      |        |

## Сочинения
- Фернандо Энрике Кардозо, Энцо Фалетто[исп.] Зависимость и развитие Латинской Америки. Опыт социологической интерпретации. = Dependencia y desarrollo en América Latina. Ensayo de interpretación sociológica. — Институт Латинской Америки РАН, 2002.